# El sabor de las margaritas
El sabor de las margaritas (título original en gallego: O sabor das margaridas) es una serie de televisión dramática española dirigida por Miguel Conde y estrenada en TVG el 3 de octubre de 2018, en enero a febrero de 2019 se emitió doblada al castellano en otros canales de TV pertenecientes a FORTA y en Netflix el 31 de marzo de 2019. La serie está protagonizado por María Mera, Nerea Barros, Miguel Insua, Ricardo de Barreiro y Toni Salgado. En su primera temporada contó con seis episodios de 70 minutos de duración aproximadamente. El sabor de las margaritas recibió el premio a la Mejor Serie de Televisión en los XVII Premios Mestre Mateo de la Academia Galega do Audiovisual (AGA).
El 2 de abril de 2021 se estrenó la segunda temporada en Netflix.

## Sinopsis
Rosa Vargas es una agente novata de la Guardia Civil que llega al pueblo gallego de Muriás para enfrentar su primer caso, en el cual debe investigar la desaparición de una joven llamada Marta Labrada, perdida en extrañas circunstancias. Aunque todo apunta a que Marta abandonó el pueblo por su propia cuenta, Rosa va más allá y descubre un oscuro secreto que envuelve a la pequeña localidad de Muriás, donde aparentemente nunca pasa nada.

## Reparto

### Reparto principal
- María Mera - Teniente Rosa Vargas / Eva Mayo
- Toni Salgado -  Cabo Mauro Seoane, padre de Rebeca
- Miquel Insua - Brigada Alberte Figueroa
- Denis Gómez - Bernabé
- Lucía Álvarez - Luisa, la mujer de Mauro Seoane
- Sara Sanz - Rebeca Seoane, hija del Cabo Mauro Seoane
- Jimmy Núñez - Brais (Episodio 1 - Episodio 3; Episodio 5 - Episodio 6)
- Paloma Saavedra - Marta Labrada (Episodio 1; Episodio 3 - Episodio 6)
- Fran Paredes - Miguel, profesor de Literatura (Episodio 1; Episodio 3 - Episodio 5)
- Alejandro Martínez - Muñiz (Episodio 1 - Episodio 2)
- Manuel Cortés Tallón - Xavier
- Yelena Molina - Samanta
- Iñaqui Rosado - Iván
- Santi Cuquejo - David
- Covadonga Berdiñas - Rosario "Maruxa" (Episodio 1 - Episodio 4)
- Desiré Pillado - ? (Episodio 1 - Episodio 2; Episodio 6)
- Mariana Expósito - Rafaela, compañera de trabajo de Marta (Episodio 1; Episodio 3 - Episodio 4)
- Mercedes Castro - ? (Episodio 1; Episodio 3)
- Carlos Villarino - Mantilla
- Lúa Testa - ? (Episodio 1 - Episodio 2; Episodio 4)
- Leire Rodríguez - ? (Episodio 1 - Episodio 3; Episodio 5)
- Ánxela Ríos - ?
- Alejandro Izquierdo - ? (Episodio 2 - Episodio 4)
- Áxel Fernández - ? (Episodio 2 - Episodio 4)
- Martina Stetson - Margarita Mayo (Episodio 2; Episodio 5 - Episodio 6)
- Álex Carro - Putañero (Episodio 2)
- Xavier Pan - Padre Amaro (Episodio 2 - Episodio 5)
- Cristina Collazo - ? (Episodio 2)
- Alicia Armenteros - Vivi (Episodio 3 - Episodio 5)
- Rebeca Montoro - ? (Episodio 3)
- María de Heredia - ? (Episodio 3; Episodio 5)
- Victoria Pérez - ? (Episodio 4)
- Claudia Basallo - ? (Episodio 4)
- Xoel Fernández - Ricardo (Episodio 5 - Episodio 6)
- Paku Granxa - ? (Episodio 5)

Con la colaboración de
- Ricardo de Barreiro - Vidal

Con la colaboración especial de
- Nerea Barros - Pamela / Ana
- Mateo Vargas - Xacobe Díaz (dentista)
- Elixio Montero y Ricardo Bergantiños - Hermanos LEMOS

### Segunda temporada
- María Mera - Eva Mayo
- Santi Prego - Raúl Salgado Torres
- Noelia Castaño - Laura Nogueira
- Rebeca Stones - Lidia Fernández / HuiChi
- Sara Sanz - Rebeca Seoane
- Nanda Perez - “Madre de Eva”